# Jurkovac
Jurkovac is een plaats in de gemeente Čaglin in de Kroatische provincie Požega-Slavonië. De plaats telt 33 inwoners (2001).